# Horst Schönau
Horst Schönau (n. 2 aprilie 1949, Waltershausen, Turingia, Germania) este un bober german, medaliat olimpic. A participat la 2 ediții ale Jocurilor Olimpice (1976, 1980) în care a câștigat o medalie de bronz.